# 대한민국 민법 제555조
대한민국 민법 제554조는 서면에 의하지 아니한 증여와 해제에 대한 민법 채권법 조문이다.

## 조문
제555조(서면에 의하지 아니한 증여와 해제) 증여의 의사가 서면으로 표시되지 아니한 경우에는 각 당사자는 이를 해제할 수 있다.

第555條(書面에 依하지 아니한 贈與와 解除) 贈與의 意思가 書面으로 表示되지 아니한 境遇에는 各 當事者는 이를 解除할 수 있다.

## 참고 문헌
- 오현수, 일본민법, 진원사, 2014. ISBN 978-89-6346-345-2
- 오세경, 대법전, 법전출판사, 2014 ISBN 978-89-262-1027-7
- 이준현, LOGOS 민법 조문판례집, 미래가치, 2015. ISBN 979-1-155-02086-9

## 같이 보기
- 증여